# Sinop Futebol Clube
El Sinop Futebol Clube és un club de futbol brasiler de la ciutat de Sinop a l'estat de Mato Grosso.

## Història
El 16 de gener de 1977 nasqué el Sinop Futebol Clube. Guanyà tres cops el campionat matogrossense a la dècada de 1990. A nivell nacional fou eliminat a la primera ronda de la Copa do Brasil de 1999 pel Santos i a la segona ronda de la Copa do Brasil de 2000 pel São Paulo.

## Palmarès
- Campionat matogrossense:
  - 1990, 1998, 1999

- Campionat matogrossense Segona Divisió:
  - 1988, 2012

## Estadi
El club juga a l'Estadi Municipal Gigante do Norte, amb capacitat per a 25.000 espectadors.

## Futbolistes destacats
- Rogério Ceni (1987-1990)